# The House of the Tolling Bell

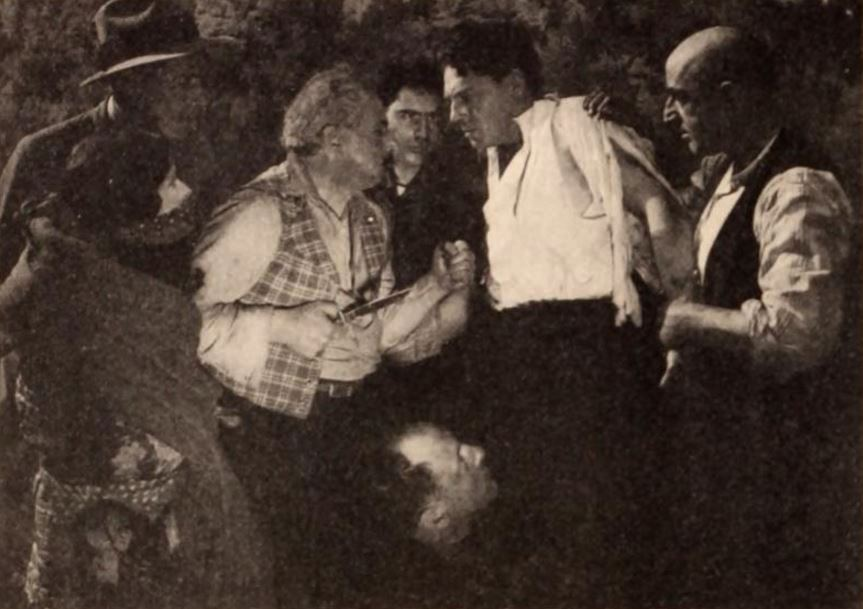
Fotograma de la pel·lícula amb May McAvoy, Bruce Gordon, William R. Dunn i Edward Elkas aparegut a la pàgina 80 del número del 3 d'octubre de 1920 de la revista Exhibitors Herald.

The House of the Tolling Bell és una pel·lícula muda dirigida per James Stuart Blackton i protagonitzada per May McAvoy, Bruce Gordon, i Morgan Thorpe. Basada en la novel·la de misteri homònima d’Edith Sessions Tupper, es va estrenar 5 de setembre de 1920.(REF3) Es tracta d’una pel·lícula perduda.

## Argument
Segons el testament del vell Anthony Cole, el seu hereu ha de viure durant un any a la fantasmagòrica residència coneguda com "la casa de la campana". La por a la casa i les supersticions que l'envolten són tan grans que només dues persones accepten sotmetre's a la prova. Són el net de Cole, Richard Steele, que havia estat desheretat quan la seva mare va fugir amb un professor de dansa i la noia que estima, Lucy Atherton. Jules La Rocque, un parent llunyà, planeja obtenir tant la ma de Lucy com els milions de Cole. Una nit, La Rocque assalta la casa, però el seu pla es veu frustrat quan Anthony Cole apareix de sobte. Estava amagat a la cúpula de la casa. Cole anuncia que el repte havia estat una prova de virtut i que Lucy i Richard n’han sortir victoriosos. Així, reintegrat com a hereu de Cole, Richard es casa amb Lucy.

## Repartiment
- May McAvoy (Lucy Atheron)
- Bruce Gordon (Richard Steele)
- Morgan Thorpe (Anthony Cole)
- Eulalie Jensen (Lola)
- Edward Elkas (secretari Ducros)
- William R. Dunn (Jules La Rocque)
- Edna Young (tieta Stella)
- William Jenkins (Old George)